# Евгени Томашевски
Евгени Юревич Томашевски (на руски: Евгений Юрьевич Томашевский) е руски шахматист, гросмайстор от 2005 г.
През 2003 г. става бронзов медалист от световното първенство за юноши до 16 години в Халкидики, Гърция. На следващата година става вицешампион от световното първенство за момчета до 18 години в Крит, Гърция.
През септември 2008 г. участва в мача между Китай и Русия, проведен в Нингбо, Китай. В изиграните пет партии по кръговата система, Томашевски постига победа срещу Chao Li и ремита с Ни Хуа, Ванг Хао и Бу Сянджъ.
През 2009 г. спечелва европейското индивидуално първенство, проведено в Будва, Черна гора. На финала Томашевски побеждава сънародника си Владимир Малахов, след разменени победи в редовните две партии и победа в блицпартията помежду им.

## Турнирни резултати
- 2007 – Москва (2 – 5 м. с Дмитрий Яковенко, Ванг Ю и Ни Хуа на турнира „Аерофлот Опен“)[5]